# Tolerantie (fysiologie)
De tolerantie van een soort of van een populatie is gebied tussen minimumwaarde en maximumwaarde van een milieufactor waarbinnen het kan overleven en reproduceren. Hiermee samenhangt het begrip optimum. Tolerantie is de mate waarin van het optimum kan worden afgeweken.
Het optimum is de waarde van de milieufactor waarbij een maximale, grootste of meest gewenste respons, resultaat of oogst optreedt. Optimale omstandigheden maken een maximale oogst, respons, gevolg of resultaat mogelijk; anders gezegd: de afhankelijke variabele (de milieufactor) bereikt zijn maximale waarde (de amplitude) als de onafhankelijke variabelen (omstandigheden) optimale waarden hebben. De grootte van de respons heet hier amplitude. Als de onafhankelijke variabelen afwijken van de optimale waarden worden deze "suboptimale" of "ongunstige" omstandigheden genoemd. 
Als de onafhankelijke variabelen extreme waarden (minimaal of maximaal) aannemen, de tolerantiegrenzen, is er mogelijk helemaal geen resultaat: de respons nadert 0. De waarden waarbij nog een "goed" resultaat verwacht mag worden (dat wil zeggen een oogst, respons, gevolg of resultaat groter dan 0) heet de tolerantie.
De curve die een dergelijk verband tussen onafhankelijke variabele (omstandigheden, milieufactoren) en het effect op een afhankelijke variabele (respons) heet optimumcurve. In bijzondere gevallen kan deze wiskundig beschreven worden als Gausscurve in termen van (gewogen) gemiddelde en standaardafwijking.
In een verzameling vegetatieopnamen kunnen met behulp van ordinatiemethoden, zoals detrended correspondence analysi, de optima en de toleranties van de aangetroffen soorten geschat worden.